# Матија Орсини
Матија Орсини (итал. Matteo I Orsini; умро после јануара 1238. године), или Мајо Орсини био гроф палатин Кефалоније и Закинта.

## Живот
Матејево порекло је нејасно. Он се генерално сматра потомком племените римске породице Орсини, а према — углавном непоузданој — генеалогији коју је представио научник из 19. века Карл Хопф, био је син извесног Ричарда Орсинија и ћерке адмирала Маргаритуса од Бриндизија, који је освојио византијска острва Кефалонију, Закинтос и Итаку током Треће норманске инвазије на Балкан 1185. године. Други научници су га, с друге стране, сматрали Маргаритовим зетом. У оба случаја, сматра се да је наследио Маргарита у његовој владавини Кефалонијом, Закинтом и Итаком, после његове смрти 1194. године. Као и Маргарит, и Матеј је признао суверенитет норманских краљева Сицилије.
Новија истраживања су довела у сумњу овај традиционални приказ: Матеј је највероватније био из Монополија у Апулији и изгледа да није био у сродству са Маргаритом. Чак је и његово презиме, Орсини, посведочено само за његове потомке, а не за њега самог, и остаје нејасно како је постало повезано са његовом породицом. Арагонска верзија Морејске Хронике нуди алтернативну позадину, извештавајући да је Мајо био протеран из Моноплија, побегао у Кефалонију и оженио ћерку локалног византијског гувернера пре него што је проширио своју власт на суседна острва. Док су претходни научници одбацили ову верзију, она је можда била ближа стварности према историчару Андреасу Кизеветеру. Кизеветер сугерише да је Матеј постао господар острва тек 1206. године, након колапса Византијског царства услед Четвртог крсташког рата 1204. године.
Након поделе Византијског царства од стране учесника Четвртог крсташког рата 1204. године, Јонска острва, укључујући и она којима је владао Матеј, додељена су Венецијанској Републици. Године 1205. Венеција је наставила ширење своје власти над Јонским острвима заузимањем Крфа, највећег од Јонских острва, којим је владао ђеновљански гусар Леоне Ветрано.  Да би се осигурао од сличне судбине, Матеј је 1207. ставио себе и своје области под власт папе Иноћентија III. Две године касније, међутим, Матија је ступио у савез са Венецијом, признајући суверенитет Републике Светог Марка. Међутим, овај податак преносе млетачки хроничари 14. и 15. века, тако да је његова истинитост непроверљива; у сваком случају, као што Кизеветер примећује, млетачки губитак Крфа 1210. године, учинио би свако повезивање са Венецијом мање привлачним за Матеја. Заиста, изгледа да се током истог периода ставио под власт Латинског царства. Након смрти цара Хенрика од Фландрије 1216. године, тражио је заштиту од папе, док је у исто време тражио блиске односе са Теодором Комнином Дуком, суседним грчким владаром Епирске деспотовине. Ове везе између њих двојице су ојачане женидбом Матеја са Теодоровом сестром 1227. године.
После пораза цара Теодора код Клокотнице 1230. године, који је означио крај његовим царским амбицијама, Матеј је 1236. уместо Епирски постао вазал Кнежевине Ахаје.
Последњи пут се Матеј помиње у писму које му је послао папа Гргур IX у јануару 1238. године, у којем га подстиче да стане у одбрану Константинопоља од Грка Никејског царства. Гроф Ричард Орсини се често сматра његовим сином и наследником, али то је проблематично из хронолошких разлога. Вероватно је Матеја наследила друга особа, вероватно по имену Теодор, који би тада био Ричардов отац.